# 2014 w literaturze
Wydarzenia literackie w 2014 roku.

## Wydarzenia

### Niemcy
- W dniach 12–16 marca odbyły się w Lipskie Targi Książki (Leipziger Buchmesse)
- W dniach 8–12 października odbyły się Targi Książki we Frankfurcie (Frankfurter Buchmesse)

### Polska
- W dniach 24–26 kwietnia odbył się 19. Europejski Port Literacki Wrocław, festiwal literacki
- W dniach 22–25 maja na Stadionie Narodowym w Warszawie odbyły się Warszawskie Targi Książki
- W dniach 14–15 czerwca odbył się w Warszawie Big Book Festival
- W dniach 21–24 sierpnia odbył się w Sopocie Festiwal Literacki Sopot
- 6 września odbyło się Narodowe Czytanie Sienkiewiczowskiej Trylogii
- W dniach 20–25 października odbyły się w Międzynarodowym Centrum Targowo-Kongresowym EXPO Kraków 18. Międzynarodowe Targi Książki
- W dniach 20–26 października odbył się w Krakowie kolejny Festiwal Conrada
- W dniach 21–23 listopada odbyły się w Spodku Targi Książki w Katowicach
- W dniach od 27 listopada do 9 grudnia odbył się w Łodzi VIII Festiwal Puls Literatury
- W dniach 28–30 listopada w Łodzi zorganizowany był IV Salon Ciekawej Książki

### Wielka Brytania
- W dniach 30 września do 13 października odbył się w Londynie London Literary Festival

## Proza beletrystyczna i literatura faktu

### Język polski

#### Pierwsze wydania
- Joanna Bator – Rekin z parku Yoyogi (W.A.B.)[1]
- Bartek Biedrzycki – Kompleks 7215 (Fabryka Słów)[2]
- Jacek Dehnel – Matka Makryna (W.A.B.)[3]
- Wojciech Engelking – (niepotrzebne skreślić) (Świat Książki)[4]
- Wioletta Grzegorzewska – Guguły (Wydawnictwo Czarne)[5]
- Wojciech Gunia – Powrót (Wydawnictwo Agharta)[6]
- Paweł Huelle – Śpiewaj ogrody (Społeczny Instytut Wydawniczy „Znak”)[7]
- Ignacy Karpowicz – Sońka (Wydawnictwo Literackie)[8]
- Grażyna Jeromin-Gałuszka – Długie lato w Magnolii (Prószyński i S-ka)[9]
- Marta Kisiel – Nomen Omen (Wydawnictwo Uroboros)[10]
- Katarzyna Kwiatkowska – Zobaczyć Sorrento i umrzeć (Wyd. Rozpisani.pl)
- Marek Ławrynowicz – Patriotów 41 (Zysk i S-ka)[11]
- Józef Łobodowski – Żywot człowieka gwałtownego (Editions Spotkania)
- Waldemar Łysiak – Polaków dzieje bajeczne (Wydawnictwo Nobilis)[12]
- Katarzyna Majgier
  - Duch z Niewidomic (Nasza Księgarnia)[13]
  - Stuletnia Gospoda (Nasza Księgarnia)[14]
- Marek Nowakowski – Okopy Świętej Trójcy. Rozmowy o życiu i ludziach. Z Markiem Nowakowskim rozmawia Krzysztof Świątek (Zysk i S-ka)
- Marcin Orliński – Zabiegi (Wydawnictwo WBPiCAK)[15]
- Vincent V. Severski – Nieśmiertelni (Wydawnictwo Czarna Owca)[16]
- Marek Stelar – Rykoszet (Videograf)[17]
- Ziemowit Szczerek – Siódemka (Ha!art[18]
- Wit Szostak – Sto dni bez słońca (Powergraph)[19]
- Olga Tokarczuk – Księgi Jakubowe (Wydawnictwo Literackie)[20]
- Magdalena Tulli – Szum (Społeczny Instytut Wydawniczy „Znak”)[21]
- Szczepan Twardoch – Drach (Wydawnictwo Literackie)[22]
- Magdalena Witkiewicz – Pensjonat marzeń (Wydawnictwo Filia)[23]

#### Tłumaczenia
- Cecelia Ahern
  - Pora na życie (Time of my life), przeł. Barbara Jaroszuk (Świat Książki)[24]
  - Sto imion (One hundred names), przeł. Agnieszka Andrzejewska (Wydawnictwo Akurat)[25]
  - Zakochać się (How to fall in love), przeł. Natalia Wiśniewska (Wydawnictwo Akurat)[26]
- Mitch Albom – Zaklinacz czasu (Time keeper), przeł. Nina Dzierżawska (Znak)[27]
- Tove Alsterdal(inne języki)
  - Grobowiec z ciszy, przeł. Mariusz Kalinowski (Wydawnictwo Akurat)[28]
  - Kobiety na plaży, przeł. Beata Walczak-Larsson (Wydawnictwo Akurat)[29]
- Jurij Andruchowycz – Leksykon miast intymnych, przeł. Katarzyna Kotyńska (Wydawnictwo Czarne)[30]
- Jessie Burton – Miniaturzystka (The Miniaturist), przeł. Anna Sak (Wydawnictwo Literackie)[31]
- Eleanor Catton – Wszystko, co lśni (The luminaries), przeł. Maciej Świerkocki (Wydawnictwo Literackie)[32]
- Michelle Cohen Corasanti – Drzewo migdałowe (The almond tree), przeł. Dorota Dziewońska (Wydawnictwo Sine Qua Non)[33]
- Luke Delaney – Nieuchwytny (Cold killing), przeł. Jan Hensel (Prószyński i S-ka)[34]
- Bohumil Hrabal – Złocieńka, przeł. Wojciech Soliński (Czuły Barbarzyńca)[35]
- Andriej Lewicki – Łowca z lasu (Один из леса), przeł. Michał Gołkowski (Fabryka Słów)[36]
- Eric Reinhardt – System Victorii (Système Victoria), przeł. Agnieszka Rasińska-Bóbr (Sonia Draga)[37]
- Chris Tvedt – Krąg śmierci (Dødens sirkel), przeł. Katarzyna Tunkiel (Wydawnictwo „Nasza Księgarnia”)[38]
- John Edward Williams – Profesor Stoner (Stoner), przeł. Paweł Cichawa (Sonia Draga)[39]

### Pozostałe języki
- Cecelia Ahern – Kiedy cię poznałam (The Year I Met You)[40]
- Majgull Axelsson – Ja nie jestem Miriam (Jag heter inte Miriam)[41]
- Sebastian Fitzek – Pasażer 23 (Passagier 23)[42]
- Peter F. Hamilton – Otchłań bez snów (The Abyss Beyond Dreams)
- Nino Haratischwili – Ósme życie (Das achte Leben (Für Brilka))
- Milan Kundera – Święto nieistotności (Le Fête de l’insignifiance)[43]
- Vanessa Montfort – Legenda niemej wyspy (La leyenda de la isla sin voz)[44]

## Wywiady

### Język polski
- Maria Janion, Kazimiera Szczuka – Janion : transe – traumy – transgresje. 2, Prof. Misia (Wydawnictwo Krytyki Politycznej)[45]
- Ryszard Krynicki – Gdybym wiedział (Biuro Literackie)[46]

## Dzienniki, autobiografie, pamiętniki

### Język polski
- Michał Kryspin Pawlikowski – Sumienie Polski i inne szkice kresowe (Wydawnictwo LTW)[47]

## Eseje, szkice i felietony

### Język polski
- Michał Głowiński – Rozmaitości interpretacyjne. Trzydzieści szkiców (Fundacja Akademia Humanistyczna, Instytut Badań Literackich PAN)[48]
- Jan Gondowicz – Duch opowieści (Nisza)[49]
- Stanisław Ropelewski – Pisma krytyczne (Wydawnictwo Uniwersytetu Śląskiego)[50]

## Dramaty

### Język polski

#### Pierwsze wydania
- Wojciech Engelking – Cyklop i Galatea („Dialog”, nr 6)

#### Tłumaczenia
- Imre Madách – Tragedia człowieka, przeł. Bohdan Zadura (Biuro Literackie)
- Sofokles – Trylogia Tebańska (Król Edyp, Edyp w Kolonos, Antygona), przeł. Antoni Libera (Sic!)

## Poezja

### Język polski

#### Pierwsze wydania
- Justyna Bargielska – Nudelman (Biuro Literackie)[51]
- Kazimierz Brakoniecki – Terra nullius (Z bliska)[52]
- Krystyna Dąbrowska – Czas i przesłona (Znak)[53]
- Jerzy Górzański – Wszystko jest we wszystkim (Towarzystwo Przyjaciół Sopotu)[54]
- Łukasz Jarosz – Świat fizyczny (Znak)[55]
- Krzysztof Jaworski – .byłem (Biuro Literackie)[56]
- Dawid Jung – Poemat o mówieniu prawdy (Zeszyty Poetyckie)[57]
- Marcin Jurzysta – Abrakadabra (Dom Literatury w Łodzi)[58]
- Urszula Kozioł – Klangor (Wydawnictwo Literackie)[59]
- Jerzy Kronhold – Wiersze wybrane (a5)[60]
- Urszula Kulbacka – tanzen, tanzen (Dom Literatury w Łodzi)[61]
- Jarosław Mikołajewski – Wyręka (Wydawnictwo Literackie)[62]
- Marcin Orliński – Tętno (Dom Literatury w Łodzi)[63]
- Jacek Podsiadło – Być może należało mówić (Biuro Literackie)[64]
- Maciej Robert – Księga meldunkowa (Wydawnictwo WBPiCAK)[65]
- Jarosław Marek Rymkiewicz – Pastuszek Chełmońskiego (Sic!)[66]
- Krzysztof Siwczyk – Dokąd bądź (a5)[67]
- Dariusz Sośnicki – Spóźniony owoc radiofonizacji (Biuro Literackie)[68]
- Julia Szychowiak – Intro (Biuro Literackie)[69]
- Eugeniusz Tkaczyszyn-Dycki – Kochanka Norwida (Biuro Literackie)[70]
- Bohdan Zadura – Kropka nad i (Biuro Literackie)[71]

#### Tłumaczenia
- Charles Bukowski – Noce waniliowych myszy. Wybór wierszy, wstęp i opracowanie Tadeusz Nyczek, przeł. Marcin Baran, Leszek Engelking, Michał Kłobukowski, Piotr Madej, Dobrosław Rodziewicz (Noir sur Blanc)[72]

#### Antologie
- Dzikie dzieci. Antologia laureatów konkursu im. Jacka Bieriezina, red. Zdzisław Jaskuła, Andrzej Strąk (Dom Literatury w Łodzi)[73]

### Pozostałe języki
- Ivan Wernisch – Ze śrutownicą pod płaszczem (S brokovnicí pod kabátem, Druhé město)

## Prace naukowe i biografie

### Język polski
- Awangarda Środkowej i Wschodniej Europy – innowacja czy naśladownictwo? Interpretacje, pod red. Michaliny Kmiecik i Małgorzaty Szumnej (Wydawnictwo Uniwersytetu Jagiellońskiego)[74]
- Beata Baczyńska – Historia literatury hiszpańskiej (PWN)[75]
- Marta Baron – Grzebanie grzebania. Archeolog i grabarz w twórczości Jerzego Ficowskiego (Wydawnictwo Uniwersytetu Śląskiego)[76]
- Mateusz Bourkane – O rapsodach Stanisława Wyspiańskiego (Wydawnictwo Rys)[77]
- Wacław Forajter – Kolonizator skolonizowany : przypadek Sygurda Wiśniowskiego (Wydawnictwo Uniwersytetu Śląskiego)[78]
- Beata Gontarz – Obrazy świata : wizualne reprezentacje rzeczywistości w polskiej prozie współczesnej (Wydawnictwo Uniwersytetu Śląskiego)[79]
- Jan Gondowicz – Trans-autentyk : Nie-czyste formy Brunona Schulza (Państwowy Instytut Wydawniczy)[80]
- Iwona Gralewicz-Wolny – Poetka i Świat : Studia i szkice o twórczości Wisławy Szymborskiej (Wydawnictwo Uniwersytetu Śląskiego)[81]
- Norbert Honsza – Günter Grass. Biografia (Wydawnictwo Oskar)[82]
- Mariusz Jochemczyk – Sploty tradycji. Dwugłosy o literaturze polskiej XX wieku (Wydawnictwo Uniwersytetu Śląskiego)[83]
- Dawid Jung – Gdańskie hymny Jakuba Gembickiego (Zeszyty Poetyckie)[84]
- Aleksander Kaczorowski – Havel. Zemsta bezsilnych (Wydawnictwo Czarne)[85]
- Krzysztof Krasuski – Republiki literackiej nowoczesności (Wydawnictwo Uniwersytetu Śląskiego)[86]
- Adam Mazurkiewicz – Z problematyki cyberpunku. Literatura – sztuka – kultura (Wydawnictwo Uniwersytetu Łódzkiego)[87]
- Katarzyna Niesporek – „Ja” Świetlickiego (Wydawnictwo Uniwersytetu Śląskiego)[88]
- Beata Nowacka, Bożena Szałasta-Rogowska – Literatura polska obu Ameryk (Wydawnictwo Uniwersytetu Śląskiego)[89]
- Paweł Piszczatowski –  Znacze//nie wiersza. Apofazy Paula Celana (Instytut Badań Literackich PAN)[90]
- Maciej Robert – Perełki i skowronki. Adaptacje filmowe prozy Bohumila Hrabala (Szkoła Filmowa w Łodzi, Wydawnictwo Uniwersytetu Łódzkiego)[91]
- Wiesław Rzońca – Premodernizm Norwida – na tle symbolizmu literackiego drugiej połowy XIX wieku (Wydział Polonistyki Uniwersytetu Warszawskiego)[92]
- Ewelina Suszek – Szybkość, pośpiech, kompresja : „poetyka przyśpieszenia” w poezji Krystyny Miłobędzkiej (Wydawnictwo Uniwersytetu Śląskiego)[93]

### Pozostałe języki
- Yoshimi Leonore von Felbert – Die Wahrnehmung Japans in britischer und deutschsprachiger Reiseliteratur 1878-1946 (Iudicium)[94]

- Ricardo Wiesse Rebagliati – Letra y música de María Wiesse (Życie i muzyka Marii Wiesse)[95]

## Zmarli
- 1 stycznia
  - Herman Pieter de Boer(inne języki), holenderski pisarz (ur. 1928)
  - Traian T. Coșovei, rumuński poeta (ur. 1954)
  - Hugo García Robles, urugwajski pisarz
  - Aleksandra Wejman-Sowińska, polska bibliotekarka i bibliotekoznawca (ur. 1941)
- 2 stycznia
  - Elizabeth Jane Howard, brytyjska pisarka (ur. 1923)
  - Yōko Mitsui, japońska poetka (ur. 1936)
- 3 stycznia – Carlos Manuel de Céspedes y García Menocal, kubański pisarz i teolog (ur. 1936)
- 4 stycznia – Jean Métellus, haitański poeta, nowelista i dramaturg (ur. 1937)
- 5 stycznia
  - Annamária Kinde, rumuńska poetka (ur. 1956)
  - Zbigniew Kiwka, polski prozaik i poeta (ur. 1932)
- 9 stycznia
  - Amiri Baraka, amerykański poeta, dramaturg, prozaik i krytyk muzyczny (ur. 1934)
  - Josep Maria Castellet, hiszpański pisarz, poeta i krytyk literacki (ur. 1926)
- 12 stycznia Neal Barrett Jr., amerykański pisarz s-f (ur. 1929)
- 14 stycznia – Juan Gelman, argentyński poeta (ur. 1930)
- 26 stycznia – José Emilio Pacheco, meksykański poeta. prozaik i eseista (ur. 1939)
- 27 stycznia – Stepan Chapman, amerykański pisarz fantastyki (ur. 1951)
- 29 stycznia – Janina Weneda, polska pisarka (ur. 1926)
- 30 stycznia – Felix Grande Lara, hiszpański poeta, krytyk literacki i eseista (ur. 1937)
- 31 stycznia – Nina Andrycz, polska aktorka, pisarka i poetka (ur. 1912)
- 1 lutego – Orlanda Amarílis, kabowerdeńska pisarka (ur. 1924)
- 5 lutego – Regina Schönborn, polska poetka i pisarka (ur. 1937)
- 6 lutego – Maxine Kumin(inne języki), amerykańska poetka (ur. 1925)
- 12 lutego – Maggie Estep, amerykańska poetka i pisarka (ur. 1963)
- 15 lutego – Federico Campbell, meksykański pisarz i tłumacz (ur. 1941)
- 18 lutego – Mavis Gallant, kanadyjska anglojęzyczna prozatorka, dramatopisarka i eseistka (ur. 1922)
- 28 lutego – Michio Mado, japoński poeta (ur. 1909)
- 2 marca
  - Ryhor Baradulin, białoruski poeta, eseista i tłumacz (ur. 1935)
  - Justin Kaplan, amerykański pisarz (ur. 1925)
- 5 marca – Leopoldo María Panero, hiszpański poeta, nowelista i eseista (ur. 1948)
- 6 marca – Manlio Sgalambro, włoski pisarz (ur. 1924)
- 10 marca – Joe McGinniss, amerykański pisarz (ur. 1942)
- 13 marca – Icchokas Meras, litewski prozaik (ur. 1934)
- 14 marca – Bob Thomas, amerykański pisarz (ur. 1922)
- 20 marca – Khushwant Singh, indyjski pisarz (ur. 1915)
- 21 marca
  - Andrzej Kuryłowicz, polski wydawca (ur. 1954)
  - Erazm Kuźma, polski eseista i krytyk literacki (ur. 1926)
  - Nenad Petrović, serbski pisarz (ur. 1925)
- 24 marca – Juliusz Zychowicz, polski tłumacz (ur. 1924)
- 1 kwietnia
  - Jacques Le Goff, francuski historyk (ur. 1924)
  - Miloš Mikeln, słoweński pisarz (ur. 1930)
- 2 kwietnia
  - Unnikrishnan Puthur, indyjski pisarz (ur. 1933)
  - Urs Widmer, szwedzki pisarz i tłumacz (ur. 1938)
- 3 kwietnia – Régine Deforges, francuska pisarka (ur. 1935)
- 5 kwietnia – Peter Matthiessen, amerykański pisarz (ur. 1927)
- 10 kwietnia
  - Doris Pilkington Garimara, aborygeńska pisarka (ur. 1937)
  - Richard Hoggart, brytyjski literaturoznawca (ur. 1918)
  - Sue Townsend, angielska pisarka (ur. 1946)
- 15 kwietnia
  - Nina Cassian, rumuńska poetka, prozatorka i tłumacz (ur. 1924)
  - Rosemary Tonks, angielska poetka (ur. 1928)
- 17 kwietnia – Gabriel García Márquez, kolumbijski prozaik, laureat literackiej Nagrody Nobla (ur. 1927)
- 20 kwietnia – Alistair MacLeod, kanadyjski pisarz (ur. 1936)
- 24 kwietnia – Tadeusz Różewicz, polski poeta, dramaturg, prozaik i scenarzysta (ur. 1921)
- 25 kwietnia – Stefanie Zweig, niemiecka pisarka pochodzenia żydowskiego (ur. 1932)
- 27 kwietnia – Vasco Graça Moura, portugalski poeta, powieściopisarz i eseista (ur. 1942)
- 28 kwietnia – Gerard Benson, angielski poeta (ur. 1931)
- 30 kwietnia – Jun’ichi Watanabe, japoński pisarz (ur. 1933)
- 1 maja – Chou Meng-tieh, tajwański poeta i pisarz (ur. 1921)
- 2 maja – Žarko Petan, słoweński pisarz i eseista (ur. 1929)
- 6 maja – Farley Mowat, kanadyjski pisarz (ur. 1921)
- 9 maja – Mary Stewart, brytyjska pisarka (ur. 1916)
- 16 maja
  - Allan Folsom, amerykański pisarz i scenarzysta (ur. 1941)
  - Marek Nowakowski, polski prozaik (ur. 1935)
- 19 maja
  - Andrzej Czcibor-Piotrowski, polski poeta, prozaik i tłumacz (ur. 1931)
  - Sam Greenlee, amerykański pisarz (ur. 1930)
- 20 maja – Sławomir Błaut, polski tłumacz literatury niemieckiego obszaru językowego (ur. 1930)
- 28 maja – Maya Angelou, amerykańska poetka i prozatorka (ur. 1928)
- 1 czerwca
  - Zofia Książek-Bregułowa, polska poetka (ur. 1920)
  - Jay Lake, amerykański pisarz (ur. 1964)
- 3 czerwca – Swiatosław Bełza, rosyjski krytyk, eseista, tłumacz (ur. 1942)
- 10 czerwca – Filip Trzaska, polski wydawca i księgarz (ur. 1919)
- 15 czerwca – Daniel Keyes, amerykański pisarz s-f (ur. 1927)
- 25 czerwca – Ana María Matute, hiszpańska pisarka (ur. 1925)
- 30 czerwca – Frank M. Robinson(inne języki), amerykański pisarz s-f (ur. 1926)
- 1 lipca – Walter Dean Myers, amerykański pisarz (ur. 1937)
- 2 lipca – Janusz Kondratowicz, polski poeta (ur. 1940)
- 5 lipca – Kazimierz Winkler, polski literat i poeta (ur. 1918)
- 13 lipca
  - Thomas Berger, amerykański powieściopisarz, nowelista i dramaturg (ur. 1924)
  - Nadine Gordimer, południowoafrykańska prozatorka, laureatka Nagrody Nobla (ur. 1923)
- 14 lipca – Jamil Ahmad, pakistański pisarz (ur. 1931)
- 15 lipca – Ivan Kadlečík, słowacki prozaik, poeta, eseista i krytyk literacki (ur. 1938)
- 17 lipca – Liam Davison, australijski powieściopisarz (ur. 1957)
- 2 sierpnia
  - Billie Letts, amerykańska pisarka (ur. 1938)
  - James Thompson, amerykańsko-fiński powieściopisarz (ur. 1964)
- 3 sierpnia – Dorothy Salisbury Davis, amerykańska pisarka (ur. 1916)
- 10 sierpnia – Simon Leys, belgijski pisarz i krytyk literacki (ur. 1935)
- 12 sierpnia
  - Jan Przybysław Majewski, polski poeta (ur. 1924)
  - Jan Ziółkowski, polski prozaik (ur. 1916)
- 17 sierpnia – Miodrag Pavlović, serbski poeta, prozaik, eseista i dramaturg (ur. 1928)
- 19 sierpnia – Simin Behbahani, irańska poetka (ur. 1927)
- 22 sierpnia – Bohumila Grögerová, czeska poetka, prozatorka, autorka słuchowisk i tłumaczka (ur. 1921)
- 23 sierpnia – Birgitta Stenberg, szwedzka autorka, ilustratorka i tłumaczka (ur. 1932)
- 29 sierpnia – Helena Zaworska, polska historyczka literatury i krytyczka literacka (ur. 1930)
- 28 września – Dannie Abse, walijski poeta, prozaik i dramaturg piszący po angielsku (ur. 1923)
- 30 września – Julian Kawalec, polski prozaik, publicysta i poeta (ur. 1916)
- 1 października – Konrad Strzelewicz, polski prozaik, dziennikarz, kierownik Teatru w Nowej Hucie (ur. 1934)
- 5 października – Milan Kozelka, czeski poeta, prozaik i performer (ur. 1948)
- 7 października – Siegfried Lenz, niemiecki powieściopisarz, nowelista i dramaturg (ur. 1926)
- 9 października – Václav Burian, czeski poeta, publicysta i tłumacz z języka polskiego (ur. 1959)
- 23 października – Ramiro Pinilla, baskijski prozaik piszący w języku hiszpańskim (ur. 1923)
- 27 października – Daniel Boulanger, francuski prozaik i poeta (ur. 1922)
- 28 października – Romualdas Granauskas, litewski prozaik i dramaturg (ur. 1939)
- 1 listopada – Janusz Sławiński, polski teoretyk i historyk literatury (ur. 1934)
- 7 listopada – Kajetan Kovič, słoweński poeta, prozaik i tłumacz (ur. 1931)
- 13 listopada – Manoel de Barros, brazylijski poeta (ur. 1916)
- 27 listopada – P.D. James, angielska pisarka (ur. 1920)
- 29 listopada – Mark Strand, amerykański poeta i eseista (ur. 1934)
- 30 listopada – Kent Haruf, amerykański pisarz (ur. 1943)
- 3 grudnia – Vicente Leñero, meksykański prozaik i dramaturg (ur. 1933)
- 17 grudnia – Ołeh Łyszeha, ukraiński poeta, dramaturg i tłumacz (ur. 1949)
- 26 grudnia – Stanisław Barańczak, polski poeta, krytyk literacki i tłumacz (ur. 1946)
- 27 grudnia – Tomaž Šalamun, słoweński poeta (ur. 1941)

## Nagrody
- Angelus – nagroda translatorska – Tomasz Grabiński za przekład powieści P. Rankova Zdarzyło się pierwszego września (albo kiedy indziej)
- Europejska Nagroda Poetycka im. Petru Krdu – Adam Zagajewski
- Europejski Poeta Wolności – Dorta Jagić (Chorwacja) za tom Kanapa na rynku
- Georg-Büchner-Preis – Jürgen Becker(inne języki)
- Gwarancje Kultury TVP Kultura (literatura) – Małgorzata Rejmer za Bukareszt. Kurz i krew
- Hans-Fallada-Preis(inne języki) – Jenny Erpenbeck
- Heinrich-Mann-Preis – Robert Schindel
- Hölty-Preis für Lyrik – Silke Scheuermann
- Horst-Bienek-Förderpreis – Tadeusz Dąbrowski
- International IMPAC Dublin Literary Award – Juan Gabriel Vásquez za The Sound of Things Falling
- Medal Młodej Sztuki – Dawid Jung
- Międzynarodowa Nagroda Literacka im. Zbigniewa Herberta – Charles Simic[96]
- Nagroda Bookera – Richard Flanagan za powieść Ścieżki północy (The Narrow Road to the Deep North)
- Nagroda Camõesa – Alberto da Costa e Silva(inne języki)
- Nagroda Cervantesa – Juan Goytisolo
- Nagroda Franza Kafki – Yan Lianke
- Nagroda Goncourtów – Lydie Salvayre za powieść Pas pleurer[97]
- Nagroda im. Akutagawy – Shibasaki Tomoka za Haru no niwa (春の庭)
- Nagroda im. Astrid Lindgren – Barbro Lindgren
- Nagroda im. Beaty Pawlak – Mateusz Janiszewski za książkę Dom nad rzeką Loes i Adam Lach za album Stigma
- Nagroda im. Cypriana Kamila Norwida (kategoria literatura) – Janusz Drzewucki za tom wierszy Dwanaście dni
- Nagroda im. Dominika Tatarki – Mila Haugová za książki Cetonia aurata i Tvrdé drevo detstva
- Nagroda im. Hansa Christiana Andersena – Nahoko Uehashi(inne języki)
- Nagroda im. Jiříego Ortena – Ondřej Hanus za tomik Sceny (Výjevy)
- Nagroda im. ks Jana Twardowskiego – Przemysław Dakowicz za tom Łączka
- Nagroda Josefa Škvoreckiego – Martin Reiner za powieść Básník (Román o Ivanu Blatném)
- Nagroda Kościelskich – Krzysztof Siwczyk
- Nagroda Księcia Asturii w dziedzinie literatury – John Banville
- Nagroda Literacka dla Autorki Gryfia – Małgorzata Rejmer za Bukareszt. Kurz i krew
- Nagroda Literacka Europy Środkowej „Angelus” – Pavol Rankov za książkę Zdarzyło się pierwszego września (albo kiedy indziej)
- Nagroda Literacka Gdynia (kategoria poezja) – Marcin Świetlicki za Jeden
- Nagroda Literacka Gdynia (kategoria proza) – Jerzy Pilch za Wiele demonów
- Nagroda Literacka Gdynia (kategoria eseistyka) – Wojciech Nowicki za Salki
- Nagroda Literacka Gdynia (kategoria przekład na język polski) – Jerzy Czech za antologię Wdrapałem się na piedestał. Nowa poezja rosyjska
- Nagroda im. Wisławy Szymborskiej – Julia Hartwig za Zapisane
- Nagroda Literacka im. Józefa Mackiewicza – Ryszard Legutko za Sokrates. Filozofia męża sprawiedliwego
- Nagroda Literacka im. Juliana Tuwima – Hanna Krall
- Nagroda Literacka „Nike” – Karol Modzelewski za Zajeździmy kobyłę historii
- Nagroda literacka Rady Nordyckiej – Kjell Westö za Hägring 38
- Nagroda Nobla – Patrick Modiano
- Nagroda Petrarki – Franz Mon i Tomas Venclova
- Nagroda Polskiego PEN Clubu im. Jana Parandowskiego – Ryszard Krynicki
- Nagroda Pulitzera (proza) – Donna Tartt za The Goldfinch
- Nagroda Pulitzera (poezja) – Vijay Seshadri za tom 3 Sections
- Nagroda Pulitzera (dramat) – Annie Baker za The Flick
- Nagroda Renaudot – David Foenkinos za Charlotte
- Nagroda Stregi – Francesco Piccolo(inne języki) za Il desiderio di essere come tutti
- Nagroda Vilenica – László Krasznahorkai
- Orfeusz – Nagroda Poetycka im. K.I. Gałczyńskiego – Przemysław Dakowicz za tom Teoria wiersza polskiego
- Paszport „Polityki” (literatura) – Ziemowit Szczerek za Przyjdzie Mordor i nas zje, czyli tajna historia Słowian
- PEN/Faulkner Award for Fiction – Karen Joy Fowler za We are All Completely Beside Ourselves
- Premio Nadal – Carmen Amoraga za La vida era eso
- Premio Planeta – Jorge Zepeda Patterson za Milena o el fémur más bello del mundo
- Prix Femina – Yanick Lahens za Bain de lune
- Prix Femina Essai – Paul Veyne za Et dans l’éternité je ne m’ennuierai pas
- Prix Mallarmé – Hubert Haddad za La Verseuse du matin
- Prix Médicis – Antoine Volodine za Terminus radieux
- Rosyjska Nagroda Bookera – Władimir Szarow za Powrót do Egiptu (Возвращение в Египет)
- Samuel Johnson Prize – Helen Macdonald za H is for Hawk
- T.S. Eliot Prize – Sinéad Morrissey(inne języki) za zbiór Parallax
- Wrocławska Nagroda Poetycka „Silesius” (za całokształt twórczości) – Dariusz Foks
- Wrocławska Nagroda Poetycka „Silesius” (w kategorii Książka Roku) – Mariusz Grzebalski za W innych okolicznościach
- Wrocławska Nagroda Poetycka „Silesius” (w kategorii Debiut Roku) – Martyna Buliżańska za moja jest ta ziemia
- Złote Laury – Sara Blædel za Kvinden de meldte savnet
- Złoty Sztylet – Wiley Cash za This Dark Road to Mercy